# Biograd na Moru
Pour les articles homonymes, voir Biograd (Nevesinje) et Moru.
Biograd na Moru (en italien Zaravecchia) est une ville du comitat de Zadar en Croatie. Au recensement de 2001, la municipalité comptait 5 259 habitants, dont 95 % de Croates. Située sur la mer Adriatique, elle fait face à l'île de Pašman.

## Histoire
Nommée dans l'Antiquité Iadera, Blandona ou Alba maritima, elle était l'ancienne capitale de la Liburnie sous l'empire romain.
Résidence de quelques rois de Croatie, elle fut soumise par Venise dès le XIIe siècle, qui l'appelèrent Zara-Vecchia « Vieille Zadar ». Elle fut saccagée en 1202 par les Vénitiens aidés des Croisés, en punition d'une révolte.
Durant la guerre de Croatie, elle fut durement bombardée entre 1991 et 1993.

## Jumelages
La ville de Biograd na Moru est jumelée avec
- Porto San Giorgio (Italie)
- Zaprešić (Croatie)
- Dugo Selo (Croatie)
- Otočac (Croatie)
- Stolac (Bosnie-Herzégovine)
- Grubišno Polje (Croatie)
- Novska (Croatie)
- Kressbronn am Bodensee (Allemagne) depuis 2010
- Moravske Toplice (Slovénie)
- Bad Ischl (Autriche)
- Tolfa (Italie)
- Villamagna (Italie)
- Kyjov (Tchéquie)
- Alba Iulia (Roumanie)
- Slovenske Konjice (Slovénie)
- Radlje ob Dravi (Slovénie)
- Székesfehérvár (Hongrie)
- Baja (Hongrie)
- Felsőnyék (Hongrie)
- Stará Ľubovňa (Slovaquie)